# حادثه چارلی براون و فرانتس استیگلر
حادثه چارلی براون و فرانتس استیگلر (انگلیسی: Charlie Brown and Franz Stigler incident) در ۲۰ دسامبر ۱۹۴۳ رخ داد، زمانی که پس از انفجار موفق یک بمب در برمن، ستوان دوم چارلز «چارلی» از خلبانان نیروی هوایی ارتش ایالات متحده (USAAF) توسط جنگنده‌های آلمانی به شدت آسیب دید. فرانتس استیگلر خلبان لوفت وافه این فرصت را داشت که بمب افکن مشکل‌دار را ساقط کند، اما این کار را نکرد و در عوض آن را برای محافظت از آن در سرزمین‌های تحت اشغال آلمان و عبور از آن اسکورت کرد تا بتوان از آن فضا خارج شود. پس از جستجوی گسترده براون، این دو خلبان ۵۰ سال بعد یکدیگر را ملاقات کردند و با هم دیگر دوست شدند که این دوستی تا زمان مرگ استیگلر در مارس ۲۰۰۸ ادامه یافت. براون تنها چند ماه بعد، در نوامبر همان سال درگذشت.